# Paul Rosenstein-Rodan
Paul Narcyz Rosenstein-Rodan (Cracóvia, 1902 – Boston, 28 de abril de 1985) foi um economista de origem judaica, treinado na tradição austríaca em Viena. Suas primeiras contribuições à economia foram baseadas em pura teoria econômica - sobre utilidade marginal, complementaridade, estruturas hierárquicas de desejos ("wants") e o papel do tempo. 
Rosenstein-Rodan emigrou para a Grã-Bretanha em 1930. Lecionou na University College London e depois na London School of Economics até 1947. Em seguida, foi trabalhar no Banco Mundial, e posteriormente lecionar no MIT (de 1953 a 1968).
Ele é o autor do artigo "Problems of Industrialisation of Eastern and South-Eastern Europe", que deu origem ao Modelo Big Push. No texto, Rodan defendeu programas centralmente planejados para o investimento na industrialização de larga escala de países subdesenvolvidos. Estes, com grande excedente de força de trabalho precariamente empregada na agricultura, tirariam proveito desta para promover um crescimento econômico autossustentável baseado na indústria. Isso se viabilizaria pela exploração dos efeitos de rede e das economias de escala e escopo. 
O economista era irmão da poeta e pintora polonesa Erna Rosenstein.
Um dos exemplos mais icônicos do modelo Big Push foi o de uma fábrica de calçados que, dotada de 20 mil trabalhadores, se instalaria em uma região remota como o leste europeu e se depararia com um cenário econômico adverso à sua operação. Partindo desse cenário, Rosenstein-Rodan explica o que seria necessário para que essa fábrica tivesse condições de elaborar seus produtos, destiná-los a seus consumidores e viabilizar as condições de vida de seus próprios funcionários.
É possível que o complexo cenário tenha servido de inspiração para o popular escritor de ficção Douglas Adams no Guia do Mochileiro das Galáxias, que o explorou de forma completamente distinta. Em algum ponto da trama, o autor alude a uma certa Galáxia "Frogstar World B", na qual o gradual crescimento do número de fábricas e lojas de sapatos teria provocado uma severa crise econômica. O resultado dessa fora a absorção da totalidade da força de trabalho pelo setor calçadista. Como resultado, a fome e a miséria causariam a morte de grande parte da população e a transformação forçada dos sobreviventes em pássaros.

## Obras
- “Grenznutzen”, Handworterbuch der Staatswissenschaften v 4 (1927), pp.1190–223.
- “Das Zeitmoment in der Mathematischen Theorie des Wirschaftlichen Gleichgewichtes”, Zeitschrift für Nationalökonomie v1 (1929) # 1, pp. 129–42.
- “La Complementarietà: Prima delle tre tappe del progresso della Teoria Economica Pura”, La Riforma Sociale (1933).
- “The Role of Time in Economic Theory”, Economica NS, v 1 (1934) # 1.
- “A Coordination of the Theories of Money and Price”, Economica v3 (1936), pp. 257–80.
- “Problems of Industrialization of Eastern and South-Eastern Europe”, Economic Journal v 53, No. 210/211, (1943), pp. 202-11.
- “The International Development of Economically Backward Areas”, International Affairs v 20 (1944) # 2 (abril), pp. 157–65.
- "Disguised Underemployment and Under-employment in Agriculture", (1956).
- “Uwagi o teorii 'wielkiego pchnięcia'”, Ekonomista # 2 (1959).
- “International Aid for Underdeveloped Countries”, Review of Economic Statics v 43 (1961).
- “Notes on the Theory of the Big Push”, in Ellis, editor, Economic Development for Latin America (1961).
- “Criteria for Evaluation of National Development Effort”, Journal of Development Planning v 1 (1969).
- "The New International Economic Order" (1981).